# Ключ 13
Ключ 13 (иер. 冂) со значением «Перевёрнутая коробка», тринадцатый по порядку из 214 традиционного списка иероглифических ключей, используемых при написании иероглифов.

## История
Две вертикальные черты в древней идеограмме указывали на отдаленные друг от друга земли, горизонтальная — на связь между ними, границу.
В современном языке иероглиф обозначает «перевёрнутая коробка», а также «отдаленные пустынные земли».
В качестве ключевого знака иероглиф малоупотребителен.
В словарях располагается под номером 13.

## Примеры
| Доп. черты | Примеры        |
| ---------- | -------------- |
| 0          | 冂⺆           |
| 2          | 𠔿冃冄内円冇冈 |
| 3          | 冊冋册冉𠕄𠕇   |
| 4          | 再冎同         |
| 5          | 冏             |
| 6          | 㒺冐           |
| 7          | 冑冒           |
| 8          | 冓冔           |
| 9          | 冕㒻㒼         |
| 10         | 㒽最           |
| 11         | 㒾             |
| 20         | 㒿             |